# Rafaela Mandelli
Rafaela Storni Mandelli (Brasilia, 11 de mayo de 1979) es actriz brasileña de teatro, cine y televisión.

## Filmografía

### Televisión
| Año       | Título                            | Personaje              |
| --------- | --------------------------------- | ---------------------- |
| 1999      | Andando nas Nuvens                | Karinne                |
| 2001      | DNA                               | Merinnha               |
| 2001-2002 | Malhação                          | Fernanda Lemos (Nanda) |
| 2004      | Kubanacan                         | Soledad                |
| 2005      | Mandrake                          | Daniela                |
| 2006      | Cobras & Lagartos                 | Fernanda               |
| 2006      | JK                                | Amélia Lemos (joven)   |
| 2007      | Caminos del corazón               | Regina Mayer           |
| 2008      | Os Mutantes - Caminhos do Coração | Regina Mayer           |
| 2011      | Sansón y Dalila                   | Ieda                   |
| 2012      | Fora de Controle                  | Clarice Queiroz        |
| 2013-2018 | O Negócio                         | Joana / Karin          |
| 2014      | Los Milagros de Jesús             | Ana                    |
| 2014      | Vitória                           | Sabrina                |
| 2016      | Conselho Tutelar                  | Silmara                |
| 2016      | Josué y la tierra prometida       | Ula                    |

### Cine
| Año  | Título                | Personaje       |
| ---- | --------------------- | --------------- |
| 2008 | Meu Nome não É Johnny | Laura           |
| 2012 | Reis e Ratos          | Amélia Castanho |